# باي هونغ
باي هونغ (بالصينية: 白丽珠) هي مغنية وممثلة صينية، ولدت في 
24 فبراير 1920 في الصين، وتوفيت بنفس المكان في 28 مايو 1992.

## وصلات خارجية
- باي هونغ على موقع IMDb (الإنجليزية)
- باي هونغ على موقع ميوزك برينز (الإنجليزية)
- باي هونغ على موقع قاعدة بيانات الفيلم (الإنجليزية)